# Campeonato Mundial de Atletismo em Pista Coberta de 2022 - Salto em distância masculino
A prova do salto em distância masculino do Campeonato Mundial de Atletismo em Pista Coberta de 2022 ocorreu no dia  18 de março na Belgrade Arena, em Belgrado, na Sérvia.

## Recordes
Antes desta competição, os recordes mundiais e do campeonato nesta prova eram os seguintes:
|                       | Nome         | Nacionalidade  | Distância | Local       | Data                  |
| --------------------- | ------------ | -------------- | --------- | ----------- | --------------------- |
| Recorde mundial       | Carl Lewis   | Estados Unidos | 8m 79cm   | Nova Iorque | 27 de janeiro de 1984 |
| Recorde do campeonato | Iván Pedroso | Cuba           | 8m 62cm   | Maebashi    | 7 de março de 1999    |

## Medalhistas
| Ouro                      | Prata                 | Bronze              |
| Miltiadis Tentoglou (GRE) | Thobias Montler (SWE) | Marquis Dendy (USA) |

## Cronograma
Todos os horários são locais (UTC+1).
| Data        | Hora  | Evento |
| ----------- | ----- | ------ |
| 18 de março | 19:05 | Final  |

## Resultado final
A final ocorreu dia 18 de Março às 19:05.
| Posição           | Atleta              | Nacionalidade  | #1   | #2   | #3   | #4   | #5   | #6   | Resultados | Notas                |
| ----------------- | ------------------- | -------------- | ---- | ---- | ---- | ---- | ---- | ---- | ---------- | -------------------- |
| Medalha de ouro   | Miltiadis Tentoglou | Grécia         | x    | 8.55 | x    | 8.26 | –    | 8.51 | 8.55       | Melhor marca do ano  |
| Medalha de prata  | Thobias Montler     | Suécia         | x    | 8.13 | x    | x    | x    | 8.38 | 8.38       | Recorde nacional     |
| Medalha de bronze | Marquis Dendy       | Estados Unidos | x    | 7.69 | 8.27 | –    | x    | x    | 8.27       | Recorde da temporada |
| 4                 | Jarrion Lawson      | Estados Unidos | x    | 7.99 | 8.19 | 7.84 | x    | x    | 8.19       | Recorde da temporada |
| 5                 | Cheswill Johnson    | África do Sul  | 8.02 | x    | x    | 6.90 | 8.14 | 8.02 | 8.14       | Recorde da temporada |
| 6                 | Emiliano Lasa       | Uruguai        | 7.99 | x    | 7.88 | 7.79 | x    | 7.75 | 7.99       |                      |
| 7                 | M. Sreeshankar      | Índia          | 7.58 | 7.90 | 7.92 | 7.21 | 7.83 | 7.84 | 7.92       | Recorde nacional     |
| 8                 | Lazar Anić          | Sérvia         | 7.47 | 7.81 | 7.90 | x    | 7.79 | 7.92 | 7.92       | Recorde da temporada |
| 9                 | Samory Fraga        | Brasil         | 7.48 | 7.87 | 7.86 |      |      |      | 7.87       | Recorde da temporada |
| 10                | José Luis Mandros   | Peru           | x    | 7.81 | 7.47 |      |      |      | 7.81       |                      |
| 11                | Kristian Pulli      | Finlândia      | x    | x    | 7.76 |      |      |      | 7.76       | Recorde da temporada |
| 12                | Filippo Randazzo    | Itália         | 7.74 | 5.74 | x    |      |      |      | 7.74       |                      |
| 13                | Maykel Massó        | Cuba           | x    | x    | x    |      |      |      | NM         |                      |
| 13                | Yuki Hashioka       | Japão          | x    | x    | x    |      |      |      | NM         |                      |

Legenda
| Recorde mundial       | Recorde mundial (World record)               |                       | Recorde africano                      | Recorde africano (African) |                                           | Q | Classificado por posição (Qualified) |
| Recorde do campeonato | Recorde do campeonato (Championship record)  | Recorde da América    | Recorde da América (Americas)         | q                          | Classificado por melhor tempo (Qualified) |   |                                      |
| Melhor marca do ano   | Melhor marca do ano (World leading)          | Recorde asiático      | Recorde asiático (Asian)              | DNS                        | Não largou (Did not start)                |   |                                      |
| Recorde nacional      | Recorde nacional (National record)           | Recorde europeu       | Recorde europeu (European)            | DNF                        | Não terminou (Did not finish)             |   |                                      |
| Recorde pessoal       | Recorde pessoal do atleta (Personal best)    | Recorde da Oceania    | Recorde da Oceania (Oceania)          | DSQ / DQ                   | Desclassificado (Disqualified)            |   |                                      |
| Recorde da temporada  | Recorde da temporada do atleta (Season best) | Recorde sul-americano | Recorde sul-americano (South America) | NM                         | Sem marca (No mark)                       |   |                                      |